# Comuna Dioști, Dolj
Dioști este o comună în județul Dolj, Oltenia, România, formată din satele Ciocănești, Dioști (reședința) și Radomir. Aceasta se află la o distanță de 40 de kilometri de municipiul Craiova.
În luna aprilie a anului 1930 satul a fost cuprins de flăcări distrugând totul. Incendiul ar fi pornit de la nişte baloți de paie aprinşi în bătaia vântului puternic. Satul a fost însă refăcut la comanda regelui Carol al II-lea al României.
Proiectul reconstrucției satului a fost făcut de academicianul român Dimitrie Gusti fiind construite 26 de gospodării cu 4, 5 sau 6 camere, cu pridvor şi foişor din lemn. O parte din casele din sat au fost mutate la Muzeul Național al Satului „Dimitrie Gusti” din București. Casele sunt construite în stil tradițional românesc ceea ce face satul să arate ca unul desprins din poveşti iar localnicii se mândresc cu el.

## Demografie
Componența etnică a comunei Dioști
     Români (90,45%)
     Alte etnii (0,43%)
     Necunoscută (9,12%)
Componența confesională a comunei Dioști
     Ortodocși (90,69%)
     Alte religii (0,12%)
     Necunoscută (9,19%)
Conform recensământului efectuat în 2021, populația comunei Dioști se ridică la 2.534 de locuitori, în scădere față de recensământul anterior din 2011, când fuseseră înregistrați 3.054 de locuitori. Majoritatea locuitorilor sunt români (90,45%), iar pentru 9,12% nu se cunoaște apartenența etnică. Din punct de vedere confesional, majoritatea locuitorilor sunt ortodocși (90,69%), iar pentru 9,19% nu se cunoaște apartenența confesională.

## Politică și administrație
Comuna Dioști este administrată de un primar și un consiliu local compus din 11 consilieri. Primarul, Dumitru Iliescu[*], de la Blocul Suveranist Român[*], este în funcție din 2000. Începând cu alegerile locale din 2024, consiliul local are următoarea componență pe partide politice:
|  | Partid                          | Consilieri | Componența Consiliului | Componența Consiliului | Componența Consiliului | Componența Consiliului |
|  | ------------------------------- | ---------- | ---------------------- | ---------------------- | ---------------------- | ---------------------- |
|  | Partidul Social Democrat        | 4          |                        |                        |                        |                        |
|  | Blocul Suveranist Român⁠(d)      | 3          |                        |                        |                        |                        |
|  | Partidul Național Liberal       | 2          |                        |                        |                        |                        |
|  | Alianța pentru Unirea Românilor | 1          |                        |                        |                        |                        |
|  | Forța Dreptei                   | 1          |                        |                        |                        |                        |

## Personalități născute aici
- Nicolae Berechet (1915 - 1936), boxer.